# Josep Borràs Climent
Josep Borràs Climent, Cinctorrà o Josepeta (Cinctorres, 1918-1997). Guerriller antifeixista valencià.
Nascut a la localitat de Cinctorres, en els Ports, fill de Manuel Borràs i de Maria de la Creu Climent. Participà a la Guerra Civil combatent en els fronts de Barbastre i Jaca. Ascendí a sergent i dirigí una secció de morters a Bielsa i Calaf. Travessà la frontera pirinenca en la retirada republicana, passà pels camps de refugiats i va ser internat a diversos camps de treball a França. S'escapà d'una presó alemanya i tornà a Castelló el 1943 on va romandre amagat a casa seva prop d'un any i altres dos anys va estar ocult per diferents masos. Durant un temps, amb Josep Llinares, València; Julià Valerià Garcia, Conill d'Ares i Josep Sangüesa, Elietes es dedicaren a organitzar ballades per les masies amb un vell gramòfon. Davant les crides de Ràdio Pirenaica a la resistència, decidiren formar un grup guerriller, amb Josep Llinares, Valencià; Josep Sangüesa, Elietes; Victorí Prades Pitarch, Oronal, Antoni Querol Amor, Cedassero i altres, comptant amb punts de suport a Fredes, i movent-se a l'àrea situada en el tossal d'en Canader i el Negrell. El 30 d'agost de 1945 assaltaren les oficines d'unes mines de Castell de Cabres, on es van apoderar de 20.000 pessetes i van organitzar de manera estable una partida guerrillera, amb base prop d'Aiguaviva de Bergantes.
El grup es va reforçar amb l'arribada de Julià Valerià Garcia, el Conill de Cinctorres; Francesc Salvador Sebastià, Conillet d'Ares i Francisco Martín Alonso, el Asturias, antic capità del maquis francès que havia format un grup guerriller amb Francisco Jurado, Cojonudo. L'11 de setembre de 1945, dugueren a terme un atac a la zona d'Ares que els reportà 5.000 pessetes. El 2 de novembre executaren Josep Ciñal Balaguer, regidor de Xiva de Morella. El dia 25 del mateix mes obriren foc sobre un camió a la carretera Vinaròs-Alcanyís, ferint un dels ocupants. Localitzats per la Guàrdia Civil, moriren dos guerrillers.
A mitjan any 1945 enllaçaren amb el grup de Juan Ramón Delicado, i s'hi ajuntaren. Una altra partida que s'hi aplegà, procedent de França, fou la de "Los Chavales", que operava a les muntanyes de Mosquerola. D'aquesta manera el grup de Delicado arribà a esta format per una cinquantena de guerrillers. Segons Fernanda Romeu, Josep Borràs va ser un dels assistents a la reunió celebrada l'abril de 1946 a les coves del Regajo, a Camarena de la Serra (Terol), en la qual es va constituir l'Agrupació Guerrillera de Llevant, sent elegit com a primer cap Vicente Galarza, Andrés. Va ser un dels assistents al curset inaugural de l'Escola de Capacitació Guerrillera a La Sorollera (Terol), sota la direcció de Pepito el Gafas.
El 20 de juliol de 1947, divuit guerrillers manats pel Cinctorrà varen ocupar la població de Canet lo Roig (Castelló), assaltant l'Ajuntament i diverses cases de la localitat. Abans de marxar, varen reunir els seus habitants i els varen explicar els motius i objectius de la lluita guerrillera, confraternitzant amb la població, ja que alguns eren molt coneguts a la comarca. A la tardor de 1947 arribà de França Francisco Blas Aguado, Pedro, amb un equip de persones de la seva confiança, i es va fer càrrec de la direcció de l'AGL. Organitzà el 23è sector i subdividí el 17è sector, que confià a Jesús Caellas Aymerich, Carlos. L’AGL prengué aleshores el nom d’Agrupación Guerrillera de Levante y Aragón (AGLA). Josep Borrás Climent, Cinctorrà, i Andrés Petrel Rodríguez, Dedé, foren nomenats responsables respectivament del 2n i 3r batalló del 23è sector. Després de la creació del 23è Sector a les ordres de Jesús Caellas, Carlos, a finals de 1947, el Cinctorrà va passar a dirigir el 2n batalló, format per uns trenta-cinc homes. Tenia el seu campament en un barranc del terme de Vallibona, a Castelló.
El 6 de novembre de 1947 un grup de setze guerrillers del 3r batalló interceptà la carretera de Valljunquera a Freixneda (Terol) amb soques d'arbres i pedres a Las Ventas de Valdealgorfa, a deu quilometres de Valljunquera, i aturaren l'autocar de línia de Tortosa. Els guerrillers executaren Vicente Valencia Tarazaga, comandant del quarter de la Guàrdia Civil de La Freixneda, que provà de resistir als guerrillers. Després d'interceptar i incendiar altres vehicles, els guerrillers es retiraren, però quatre grups de guàrdies es mobilitzaren contra ells en el terme de Cinctorres i abateren sis combatents del 23è sector. Un guàrdia va ser ferit greument i morí poc després. El 7 de novembre, aniversari de la defensa de Madrid durant la guerra, els guerrillers destruïren amb càrregues explosives els pals telegràfics d'Alcalà de Xivert i hi deixaren una bandera republicana amb la inscripció "AGLA-23 sector, 2 Batallón". El 15 de desembre, un segrest al terme de Morella va aportar 25.000 pessetes i el dia 18 els guerrillers varen ocupar els ravals de Palanques on es van apoderar de cavalls carregats de menjar i roba. El 19 de desembre, arran de les batudes iniciades després de l'atac a l'autobús de Tortosa, es va localitzar un grup de guerrillers a una barriada d'Alcanyís i després d'una intensa lluita, dos d'ells van morir.
El 28 de desembre de 1947, disfressats de ferroviaris, els guerrillers es van presentar a l'estació de La Vall de Tormo (Terol), cap a les vuit del vespre. Després d'immobilitzar el cap de l'estació i els viatgers que esperaven el tren Saragossa-Tortosa, i destrossar el telèfon i el telègraf, van interceptar el comboi i van desarmar els membres de la Guàrdia Civil que el protegien, van fer baixar tots els viatgers i després volaren el tren amb una bomba abans de retirar-se cap a les muntanyes de Valljunquera.
El 4 de maig de 1948, la Guàrdia Civil de La Canyada de Beric va localitzar dos guerrillers en una finca. Després de ser atacats amb granades, dos homes que havien participat en l'atac al tren de l'estació de La Vall de Tormo es varen rendir. Aquestes detencions van permetre a la Guàrdia Civil ubicar el campament principal del sector 23è situat a la part més boscosa del terme de la Sénia (Tarragona), i l'accés al qual només era possible per Fredes. Una força de la Guàrdia Civil dirigida pel cap del sector de Morella, a les sis del matí del 24 de maig de 1948, va atacar el campament que va resultar buit. Només es va descobrir un dipòsit de municions amb 500 kg de dinamita, tres fusells, munició i granades. Les diferents barraques construïdes amb troncs de pi, cadascuna de les quals tenia una capacitat de quinze homes, van quedar totalment destruïdes. El 26 de maig es van localitzar guerrillers provinents de la província de Terol a la finca Guimerans, al Portell de Morella (Castelló). Acompanyat d'una quinzena de guàrdies, el comandant del sector de Morella va assaltar la finca cap al migdia. Després d'una hora i mitja de lluita i després que tres guerrillers foren morts intentant trencar l'encerclament, l'últim guerriller, Manuel Torres Camallonga, Rodolfo, es va rendir. Els guerrillers morts van ser Angel Fuertes Vidosa, Antonio, responsable del sector 17è; Manuel Ortiz Gómez, Andrés, i José Nieto Martin, Nieto. La policia va recuperar quatre metralletes, pistoles i més d'un miler de cartutxos. La captura de Manuel Torres va permetre descobrir dos dies després, al terme de Vallibona, un campament perfectament amagat en un barranc del mont Turmell i format per cinc petites barraques de 60 cm d'alçada. La policia hi va trobar dues pistoles, munició, roba i en una petita cova documents, propaganda i explosius. El 10 de juny es va descobrir un nou camp anomenat "Carbón" a Vallibona, on hi trobaren una multicopista, dues pistoles, uniformes militars, una bandera republicana i els segells oficials de l'ajuntament de Catí (Castelló), que havia estat ocupat el 25 de maig de 1947 per forces del 2n batalló del 23è sector.
El 20 d'agost, al terme de la Ginebrosa, a la casa d'un enllaç, va ser assassinat un guerriller que havia participat en l'atac al tren. El 22 de setembre un nou campament va ser destruït a Les Canals, a Morella. Dos guerrillers i dues dones van ser capturats a Vallibona i la policia es va confiscar de tres pistoles, granades i munició. El 19 d'octubre de 1948, a la finca de la Font de la Mola, es va descobrir un dipòsit d'armes que contenia 1.500 cartutxos, sis fusells i quatre baionetes. La policia va fer nou detencions que van permetre el desenvolupament de noves accions repressives. La Guàrdia Civil de Vilafranca va descobrir un nou dipòsit d'armes a Culla que contenia una metralladora, diversos fusells, 6.000 cartutxos, dotze granades i quatre quilos de dinamita. A la masia Clara de Cinctorres, un enllaç de la guerrilla entre Josep Borràs i Victorí Prades Pitarch, Oronal, va ser descobert per la policia i assassinat.
L'abril de 1948 Josep Borràs va desertar de la guerrilla amb la majoria d'homes sota el seu comandament. Abans, va esperar al port de Querol el comandant Hernández de los Ríos, per venjar la mort dels enllaços i amics del seu poble, retirant-se en no comparèixer. Va partir cap als Pirineus i tornà travessar la frontera. Es va casar a França el 1961. Va residir prop de París, a Sèvres (Hauts-de-Seine) i després a l'Aude. Va morir el 1997.